# Deserto costiero atlantico
Il deserto costiero atlantico è un'ecoregione dell'ecozona paleartica, definita dal WWF, che si estende lungo la costa di Mauritania e Sahara Occidentale.

## Territorio
Comprende la parte più occidentale del Sahara, il deserto più vasto del mondo. Si estende attraverso gran parte dei 1.110 km di sviluppo costiero del Sahara Occidentale, da El Aaiún verso sud, e per circa due terzi dei 754 km di linea costiera della Mauritania. In questa regione sorgono la capitale mauritana, Nouakchott, e la grande città portuale di Nouadhibou, a nord-ovest di essa. Essa si fonde con i boschi secchi ad Acacia/Argania del Mediterraneo a nord, mentre ad est confina con la steppa e boscaglie del Sahara settentrionale.
L'ecoregione è situata ad un'altitudine compresa tra il livello del mare e i 200 metri di altitudine. Gran parte della costa è formata da falesie alte tra i 20 e i 50 metri, mentre nell'entroterra si estende un brullo altopiano ad hammada ricoperto da sabbia e ghiaia. Il clima è estremamente caldo ed arido, con precipitazioni molto scarse ed episodiche. Nonostante questo, le nebbie che soffiano dall'Atlantico sono comuni. La condensazione di queste nebbie permette la crescita di licheni sugli arbusti e sullo spoglio terreno tra le piante vascolari.

## Flora
L'ecoregione presenta una copertura vegetale molto più fitta di quella di altre parti del Sahara, ed è inoltre relativamente ricca per quanto riguarda il numero di specie vegetali. Gli arbusteti dominati dalle succulente del genere Euphorbia e le foreste di Argania spinosa che caratterizzano le aree a nord dell'ecoregione scompaiono a sud del Saguia el Hamra. Tuttavia, nel settore settentrionale di questa ecoregione si rinvengono ancora, sparsi qua e là, arbusti succulenti di Euphorbia regis-jubae, E. echinus e Senecio anteuphorbium. Nel sud (lungo le coste della Mauritania), sono ben rappresentate specie sahelo-sahariane come Acacia tortilis, Maerua crassifolia, Salvadora persica e Balanites aegyptiaca. Lungo la costa, sono comuni specie alofile come Suaeda, Atriplex e Zygophyllum, assieme ad altre piante come Salsola longifolia, Heliotropium undulatum e Lycium intricatum.

## Fauna
Il deserto costiero atlantico è relativamente ricco di specie endemiche di vegetali, ma per quanto riguarda il regno animale le specie endemiche sono rarissime. Tra queste segnaliamo il colubro algerino (Hemorrhois algirus). La foca monaca del Mediterraneo (Monachus monachus) ha la sua ultima roccaforte nelle baie lungo la penisola di Cap Blanc, presso la città mauritana di Nouadhibou, al confine con il Sahara Occidentale.
Le insenature costiere più grandi, come la baia di Dakhla e il golfo di Cintra nel Sahara Occidentale e il Banc d'Arguin in Mauritania, sono di vitale importanza per oltre due milioni di limicoli svernanti del Paleartico occidentale, appartenenti a quindici specie diverse. Tra i più numerosi ricordiamo il piovanello pancianera (Calidris alpina), la pittima minore (Limosa lapponica), il piovanello comune (Calidris ferruginea) e la pettegola (Tringa totanus), tutti con popolazioni di oltre 100.000 esemplari. Più di centomila altri uccelli acquatici utilizzano le aree umide per la riproduzione o come sosta durante le migrazioni, tra cui più di 30.000 fenicotteri (Phoenicopterus roseus).
Tra i mammiferi sono presenti la gazzella del deserto (Gazella dorcas), lo sciacallo dorato (Canis aureus), il fennec (Vulpes zerda), la volpe di Rüppell (Vulpes rueppellii), il gatto delle sabbie (Felis margarita), il ratele (Mellivora capensis) e la iena striata (Hyaena hyaena). Forse in passato erano presenti anche specie minacciate di estinzione, come la gazzella dama (Nanger dama), l'addax (Addax nasomaculatus) e il ghepardo (Acinonyx jubatus), completamente scomparse dalla regione.

## Popolazione
La densità di popolazione umana nel deserto costiero atlantico è estremamente bassa, riflettendo l'aridità e la scarsità di risorse dell'area. La maggior parte della popolazione risiede in pochi centri urbani principali, tra cui la capitale mauritana Nouakchott, il porto di Nouadhibou e alcune città costiere minori nel Sahara Occidentale, come El Aaiún e Dakhla. Queste città, cresciute per motivi strategici, amministrativi e commerciali, rappresentano poli d'attrazione in un territorio altrimenti scarsamente popolato e quasi privo di insediamenti permanenti interni.
Lungo la fascia costiera e nell'entroterra, la popolazione tradizionale è composta prevalentemente da gruppi nomadi e semi-nomadi, storicamente dediti all'allevamento di cammelli, capre e pecore, e talvolta a una pesca artigianale che sfrutta le ricche risorse dell'oceano Atlantico, specialmente presso il Banc d'Arguin. Tuttavia, la progressiva urbanizzazione e la crescente pressione delle attività economiche moderne, come la pesca industriale e le attività portuali, stanno rapidamente modificando il tessuto sociale e le modalità di vita tradizionali. In alcune aree rurali persistono ancora pratiche di pastorizia e di raccolta di piante spontanee, ma il loro peso economico va progressivamente diminuendo.
La presenza di insediamenti umani stabili è fortemente vincolata alla disponibilità di acqua e alle opportunità economiche legate al commercio marittimo o all'amministrazione locale. L'interno dell'ecoregione, lontano dalla costa, resta quasi completamente disabitato a causa delle condizioni ambientali proibitive. Nelle aree costiere, la pesca e la raccolta del sale costituiscono attività importanti per la sussistenza di molte comunità, in particolare nei pressi dei grandi porti e delle lagune.
Negli ultimi decenni, le crisi climatiche, la desertificazione, la siccità e la pressione demografica sulle risorse costiere hanno portato ad un lento spostamento di popolazione dai territori interni verso le città, in cerca di migliori condizioni di vita e di lavoro. Tuttavia, nonostante la crescita urbana, la regione rimane una delle meno densamente popolate dell'Africa nord-occidentale, con vasti spazi ancora privi di qualsiasi presenza stabile e habitat naturali relativamente poco alterati, specialmente laddove il clima estremo rende impossibile l'agricoltura o lo sfruttamento intensivo delle risorse naturali.

## Conservazione

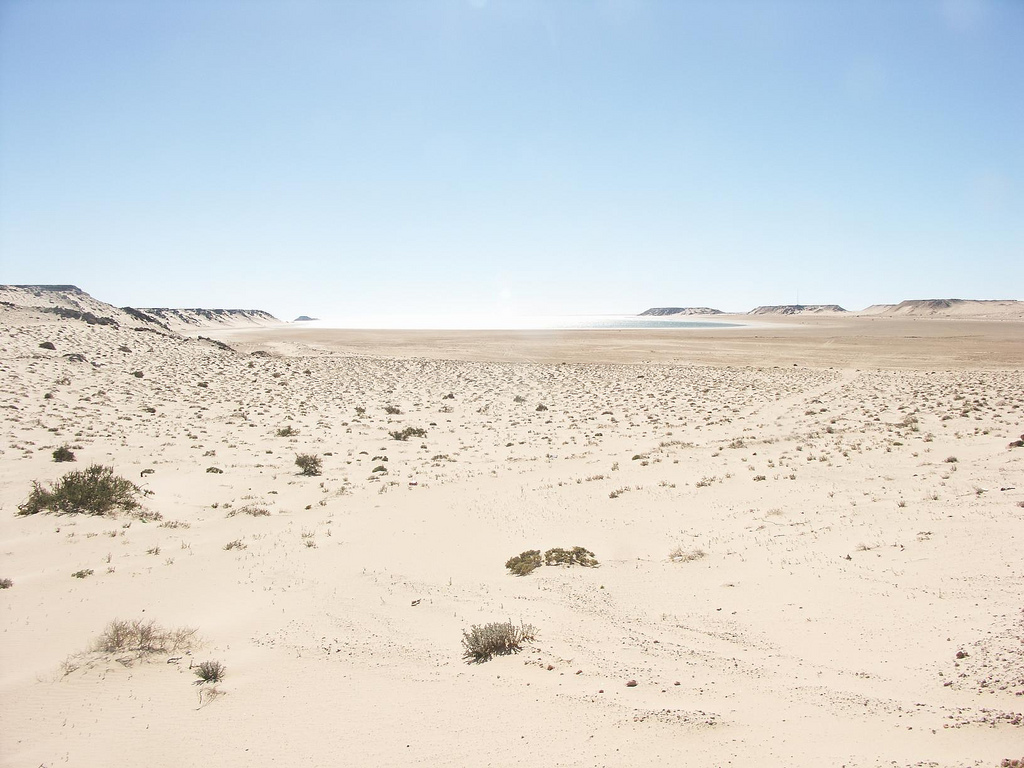
Panorama desertico nel Sahara Occidentale

L'ecoregione è stata danneggiata dalle prolungate siccità e dal pascolo del bestiame. Tuttavia, solamente pochi settori sono andati completamente perduti, grazie al clima arido che impedisce ogni tipo di attività agricola, e grandi distese di habitat più o meno intatto rimangono sparse in tutta l'ecoregione. Le aree protette sono solamente due, il parco nazionale del banco di Arguin (11.730 km²) e la riserva integrale di Cap Blanc (3.100 km²), entrambe in Mauritania.
Inoltre, rientrerebbe in parte entro i confini di questa ecoregione il settore costiero, noto come Aguerguer o Côte des Phoques («costa delle foche»), del proposto parco nazionale di Dakhla (15.000-20.000 km²) nel Sahara Occidentale.